# Cooperació internacional

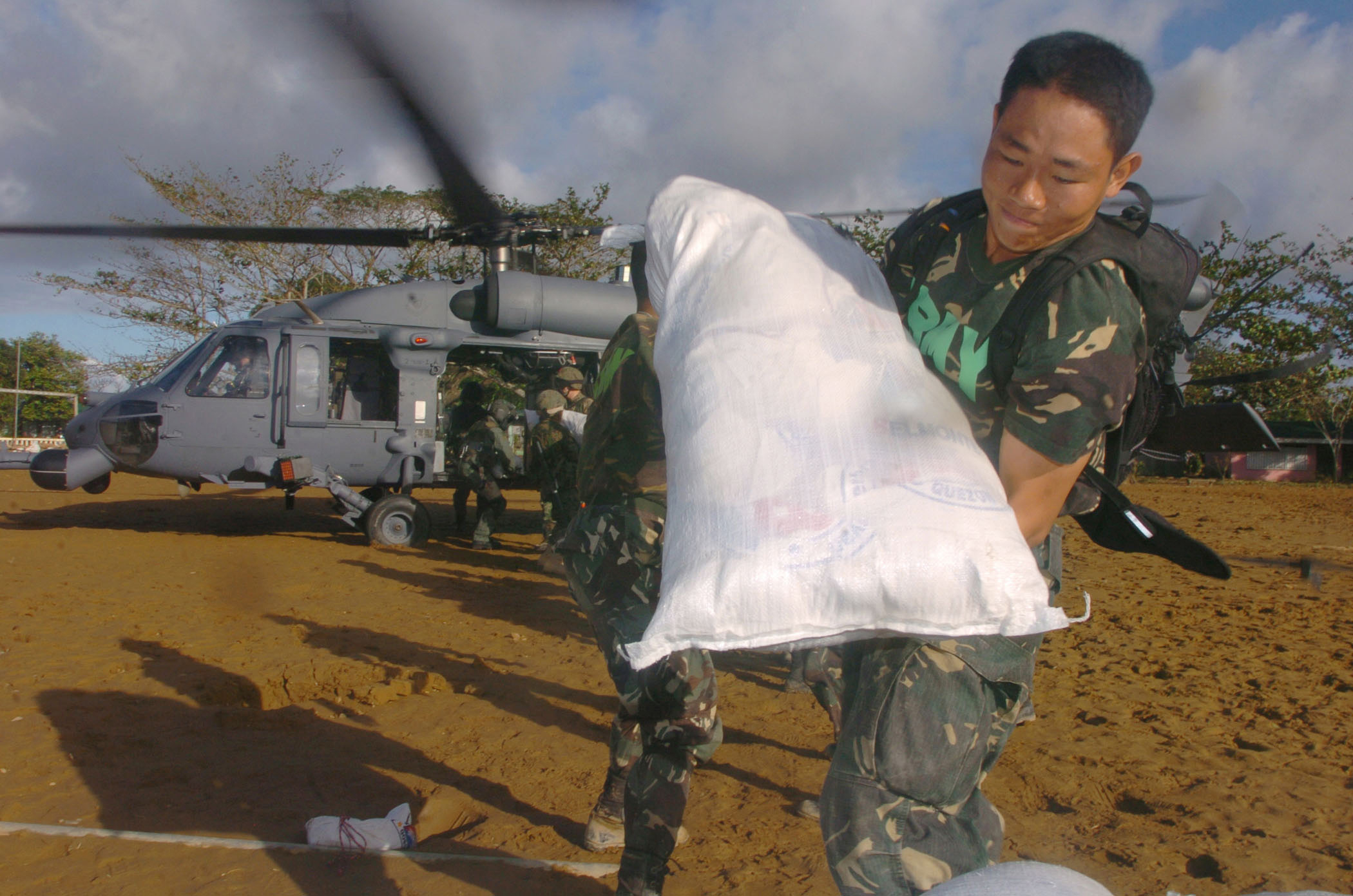
Les desastroses conseqüències del pas del Tifó Haiyan per Filipines van mobilitzar notables fluxos d'ajuda internacional en pocs mesos

La cooperació internacional és un concepte ampli, que en general fa referència a la desigual relació entre el desenvolupament econòmic de diferents àrees del món, i als fluxos d'ajuda, oficial o no governamental, entre aquestes mateixes regions per pal·liar la pobresa i la desigualtat existents. Es relaciona a conceptes com països desenvolupats i països en vies de desenvolupament, entroncant amb la divisió postcolonial del món pròpia dels anys 50.
En l'àmbit acadèmic, el terme sovint s'ha relacionat al desenvolupament econòmic com a tal, encara que en els darrers anys s'ha inserit en una perspectiva més ampla de desenvolupament humà i el creixement sostenible. En aquest sentit, la cooperació procura el desenvolupament no només sobre la base de l'Ajuda Exterior, sinó a diferents aspectes de la governança democràtica, l'atenció sanitària, l'educació, la reducció de la pobresa, la igualtat de gènere i els drets humans.
Els projectes de desenvolupament internacional poden basar-se en un cas concret, desenvolupat per una ONG amb l'objectiu de combatre una situació concreta de subdesenvolupament, en intentar pal·liar els efectes d'una situació d'emergència, com pot ser una epidèmia, una situació de fam o l'efecte d'un desastre natural, o en dur a terme una acció transformadora de fons, que intenti revertir aspectes socials i polítics d'una societat. En els últims anys, aquests projectes s'han basat en l'empoderament de les dones, en la construcció d'economies locals i en l'atenció del medi ambient.
|  |

## Evolució històrica
Encara que les disciplines de les relacions internacionals i el comerç internacional fa segles que existeixen com a tal, les teories del desenvolupament no tenen ni un segle d'història. Abans de la Segona Guerra Mundial, i que s'utilitzés amb normalitat els termes de cooperació o desenvolupament pròpiament dits, s'acostumava a fer servir diferents aproximacions teòriques per descriure la idea preexistent; a saber; la ideologia política i econòmica liberal de lliure mercat, la crítica marxista a la classe i l'imperialisme i la lluita anticolonial
La segona meitat del segle XX però, ha estat anomenada l'era del desenvolupament, majoritàriament pels següents aspectes:
- La necessitat de reconstruir l'economia mundial després de la Segona Guerra Mundial.
- L'evolució del colonialisme i les independències en un entorn de globalització i establiment de polítiques de lliure comerç entre els recentment categoritzats com a països desenvolupats i en vies de desenvolupament.
- El principi de la Guerra Freda i la necessitat dels Estats Units de mantenir el recentment independitzat Tercer Món fora de l'òrbita soviètica.

El desenvolupament internacional en el seu principi doncs, es refereix a les colònies que successivament van anar guanyant la seva independència i que van experimentar dificultats per trencar no només amb els condicionaments propis de l'antiga economia colonial, sinó amb la mateixa fragilitat social i política de les seves noves fronteres. La governança d'aquests nous països independents havia de construir-se de manera que es garantís la llibertat, el desenvolupament i la seguretat.
En aquella època els Estats Units ja havien pres un rol central en la creació d'un nou ordre mundial, amb la promoció d'un Banc Internacional per a la Reconstrucció i el Desenvolupament (gènesi del Banc Mundial), el Fons Monetari Internacional, establerts el 1944, i de les Nacions Unides a 1945.
El Pla Marshall representa un altre pas important cap a la promoció de l'ajuda internacional; en aquest cas, via ajuda financera per a la reconstrucció d'Europa. La nova superpotència fixava una agenda centrada en el desenvolupament internacional que combinava objectius humanitaris amb la creació d'un bloc social i polític aliat. Aquest va ser un canvi necessari, en el si del món occidental, pels greus efectes de la guerra sobre l'economia europea, i el gradual col·lapse del poder imperial de les antigues metròpolis sobre les seves colònies; que ara començaven el procés d'emancipació.
A finals dels anys seixanta emergeix la Teoria de la dependència, que analitza la relació de dependència entre el món occidental i el Tercer Món. Als anys 70 i 80 el Banc Mundial i l'FMI adopten posicions neoliberals, amb posicionaments a favor d'ajustos estructurals en les economies de la perifèria (en especial Llatinoamèrica), que tindran greus efectes pel desenvolupament de molts entorns, amb pujades dràstiques de l'atur, la pobresa i la desprotecció social. Paral·lelament emergeixen aproximacions alternatives de desobediència civil. Des del sistema de Nacions Unides també es dona una resposta, amb la creació d'un bloc d'economies del tercer món que promocionarà polítiques a favor de la redistribució. La institució que liderarà aquest moviment serà l'Organització Internacional del Treball i UNICEF.
Els anys noranta, profundament influenciats per la fi del bloc soviètic i el rellançament de la globalització, coincideixen amb un interval acadèmic on es parla de postdesenvolupament. Amb la fi de la Guerra Freda el capitalisme esdevé el model dominant d'organització social. Tot i les xifres esperançadores de Nacions Unides sobre l'estat del món, grans parts de la població mundial encara viuen en la pobresa, hi ha governs enormement endeutats i s'està intuint un amenaçant impacte de la producció econòmica sobre el medi ambient. És per això que la retòrica del desenvolupament ara se centra en la pobresa, estructurada d'acord amb els Objectius de Desenvolupament del Mil·lenni promoguts per Nacions Unides, i l'aproximació del Desenvolupament Humà, que inclou temes tant econòmics, polítics com mediambientals.

## Teories del desenvolupament
S'han donat nombroses teories sobre el desenvolupament de les societats: models per explicar els processos d'industrialització, de construcció del benestar o de desenvolupament agrícola; però el que aquí és especialment descriptiu són les teories del desenvolupament mundial, i en aquest sentit les diferents aproximacions que no es fixen tant en l'anàlisi de la desigualtat a escala mundial com en els mecanismes a l'abast per a revertir-la:

### Teories de la modernització
Diferents teories s'han centrat a explicar els diferents aspectes de la transició d'una societat de la seva època tradicional a la moderna, centrant-se en els diferents aspectes econòmics, culturals, tecnològics i polítics necessaris i suficients per desenvolupar el procés. Relacionat a aquesta tendència hi ha la perspectiva d'història mundial, de la gran divergència entre Europa i Àsia o de l'aproximació al Pròxim Orient vuitcentista des d'Europa, entre d'altres.

### Teories de la dependència
La teoria de la dependència és una noció pròpia del moment postcolonial, que concep l'economia mundial des d'una perspectiva centre-perifèria, on els recursos de la perifèria es venen al centre industrialitzat a baix cost. Aquesta és una relació de dependència, ja que les economies perifèriques s'especialitzen en un tipus de producció, com pot ser el cafè o el cotó, pel que experimenten importants fluctuacions econòmiques en relació al preu del mateix producte del qual en depenen. La teoria defensa que aquest model empobreix els països pobres i enriqueix els rics, de la manera que aquestes mateixes nacions pertanyen a un sistema món que els és o molt beneficiós o molt perjudicial. Contra el progrés unilateral de les societats que promulga la teoria de la modernitat, la teoria de la dependència defensa la desigualtat inherent en les relacions econòmiques que es desenvolupen en el sistema món, i en la necessitat de construir una nova dinàmica a partir d'una major justicia en els intercanvis, i en una industrialització de les perifèries.

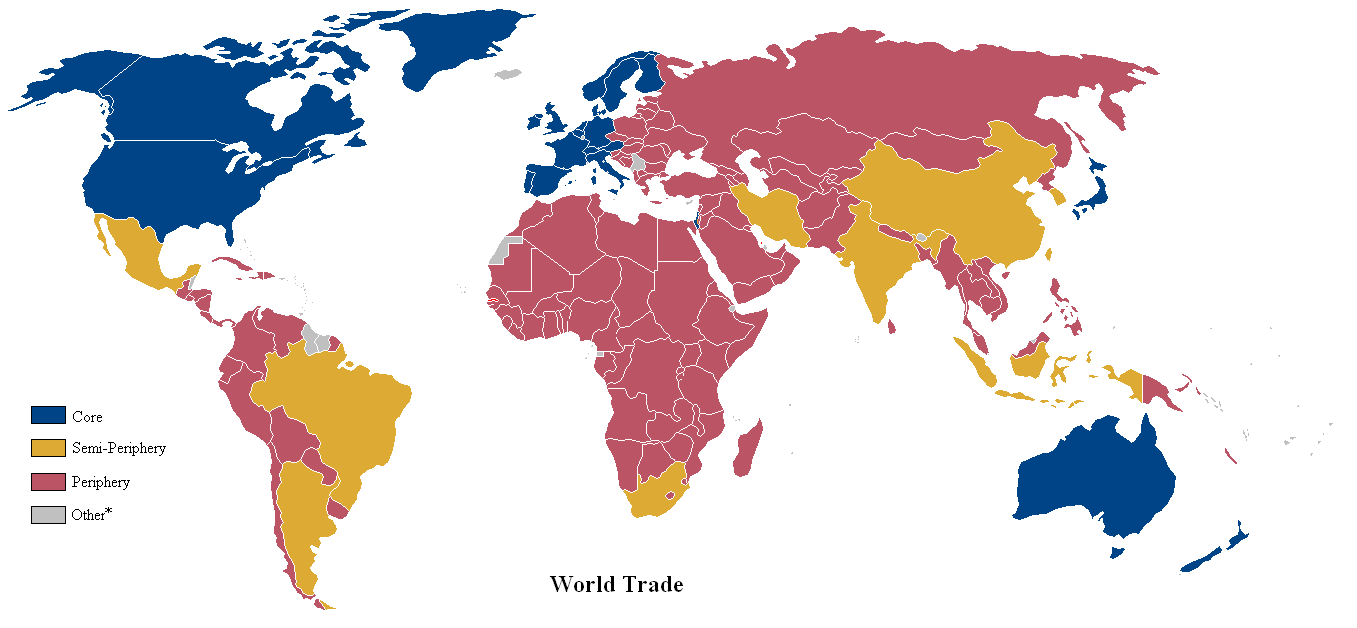
La Divisió Internacional del Treball en funció de les unitats d'anàlisi: economia central (en blau i en anglès, core), semiperifèrica (en lila i en anglès, semiperiphery) i perifèrica (en vermell i en anglès, periphery)

### Teoria del sistema-món
La teoria del sistema-món és una aproximació multidisciplinària a la història mundial i el canvi social, que defensa que són els sistemes-món (prèvies a la globalització) i no els Estats Nació les unitats d'anàlisi social bàsiques. És a partir d'aquesta noció que s'avancen teories com la divisió del treball a nivell internacional, l'aportació més valorada de la teoria a les ciències socials: el món es dividix entre països nuclears, semiperifèrics i perifèrics, que desenvolupen funcions diferenciades segons el seu nivell d'especialització, ús del capital, desenvolupament tecnològic i producció industrial o de matèries primeres.

### ElsObjectius de Desenvolupament del Mil·lenni
Promoguts el 2000 per les Nacions Unides, els Objectius del Mil·lenni inclouen 8 objectius concrets que serveixen com a fulls de ruta per erradicar diferents aspectes relacionats a la pobresa i el baix nivell de desenvolupament, a complir en 15 o 20 anys vista. Són la primera estratègia holística llançada per la institució per donar resposta a les necessitats integrals del Tercer Món, així com la primera a incloure un sistema d'indicadors per mesurar-ne l'impacte i compliment.
Donat que aquests objectius tenen uns objectius pensats globalment i a ser assolits en el mateix nivell, són independents (encara que tampoc no relacionats) als Estats; els objectius impliquen que cada Estat té un conjunt d'obligacions cap a la comunitat internacional, en especial per aquells que ja han sobrepassat els objectius o estàndards de desenvolupament (els països rics) cap a aquells que encara no els han complert. Són considerats una extensió dels Drets Humans.
Els objectius en concret són:
1. Erradicar la pobresa extrema i la fam al món
2. Estendre l'educació primària universal
3. Promoure la igualtat de gènere i l'empoderament de les dones
4. Reduir la mortalitat infantil
5. Ampliar la salut maternal
6. Combatre el VIH/SIDA
7. Garantir la sostenibilitat del planeta
8. Desenvolupar una millor comunitat global per al desenvolupament

## Àrees de la cooperació

### Desigualtat econòmica internacional
El nivell de desigualtat econòmica internacional fa referència a l'impacte de la globalització i les relacions econòmiques mundials recents sobre diverses economies del món. La conceptualització més generalitzada d'aquest aspecte és la Divisió Nord Sud del món. Diferents organitzacions no governamentals com Oxfam, així com notables programes de les Nacions Unides, s'han marcat l'objectiu de reduir la pobresa de diferents economies del sud, encoratjant la cooperació, les transferències financeres directes, el comerç just i la construcció de xarxes econòmiques alternatives al gran comerç internacional. També, assistència judicial recíproca entre els estats part respecte d'investigacions, processos i actuacions judicials relacionats amb els delictes de corrupció, segons la Convenció de les Nacions Unides contra la Corrupció.

### Dignitat
La reducció de la pobresa i els projectes de desenvolupament sovint ubiquen en la seva centralitat programàtica la dignitat. I és que aquest mateix terme ocupa un lloc central en la Declaració Universal dels Drets Humans, on determina que "tots els éssers humans han nascut lliures i iguals en drets i dignitat".

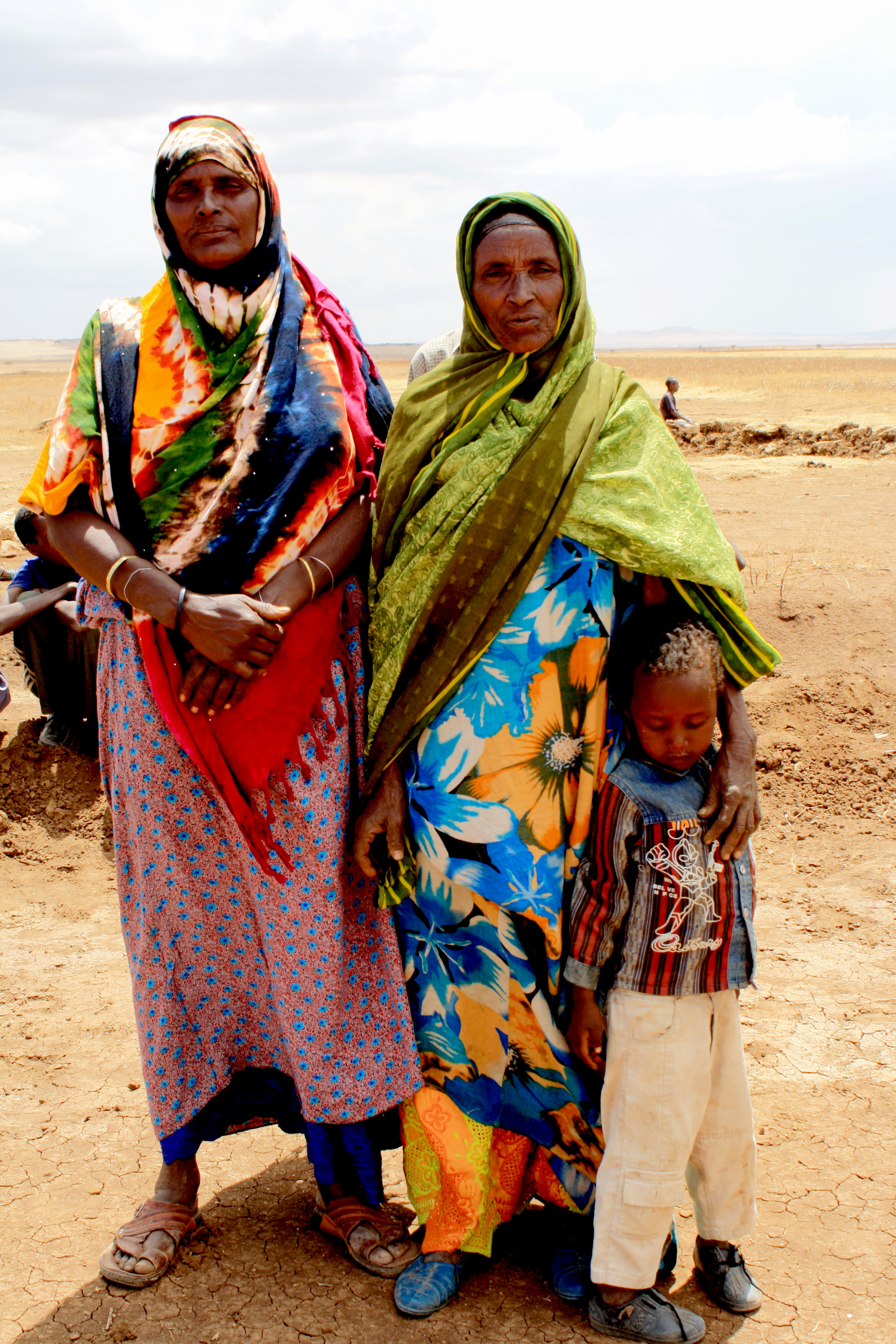
La inclusió de la dona en la vida civil, laboral i política és una eina indispensable per promoure el canvi social en qualsevol societat.

### Participació
El concepte de participació se centra en la consolidació del receptor individual o col·lectiu de l'ajuda, com a membre actiu del mateix procés, pel que se l'involucra en la planificació i execució dels mateixos programes. És important doncs serveix per empoderar els col·lectius que es pretén ajudar, trencat amb xarxes d'intermediaris i entenent el fons dels problemes. En una segona fase, l'empoderament permet trencar amb la naturalesa caritativa de l'acció, doncs es trenca amb la cultura de la dependència quan el mateix receptor influeix i maneja el flux amb probada eficàcia

### Adequació
Per adequat es fa referència tant a l'adequat tracte amb l'entorn receptor de l'ajuda (i els seus aspectes culturals, econòmics i socials), com en l'ús i disseny de l'acció (orientada als criteris d'empoderament, independència i desenvolupament integral).

### Sostenibilitat
Una aproximació sostenible es preocupa per la persistència del programa d'ajuda no només en el curt termini però també a la llarga, combinant una aproximació econòmica amb diferents aspectes socials i mediambientals. La sostenibilitat es basa a dissenyar els programes de forma que el que es produeixi no es basi en recursos finits o perjudicials per a l'entorn i aprofitant les possibilitats de cada localització. Quelcom sostenible no utilitzarà més recursos naturals dels que l'entorn pot proveir; més recursos financers dels que la comunitat local i els mercats poden garantir; i tindrà el suport necessari de la comunitat i del govern per desenvolupar-se indefinidament.

## Indicadors

### Com mesurar el desenvolupament
Jutjar com de desenvolupat és un estat és enormement subjectiu, i això dona peu normalment a controvèrsies. Per a mesurar-ho, es preveuen nombrosos índexs, com per exemple:
- El Producte interior brut, que mesura la riquesa generada per un país en un període d'un any
- La taxa d'Alfabetització
- L'Esperança de vida, que és la mitjana d'anys que a un nadó se li esperen de vida en funció de la mitjana d'edat de les defuncions d'un país
- L'Índex de desenvolupament humà, que combina diferents índexs de desenvolupament, i que és el més comú per mesurar el nivell de desenvolupament
- El Coeficient Gini, que estableix una ràtio entre els més rics i pobres d'una societat, pel que visibilitza les desigualtats
- L'Índex de Seguretat Humana
- L'ingrés per capita
- Les taxes de supervivència en el part
- El nombre d'infectats per VIH
- El nombre de metges o professors per persona